# Xi Kang
Xī Kāng (en chino, 嵇康; 223 - 262) fue un escritor, filósofo y poeta chino de la época de los Tres Reinos. Es uno de Los siete sabios del bosque de bambú (竹林七賢), su poesía está marcada por el neotaoísmo, fue músico y autor de un texto sobre música 琴賦, fue ejecutado tocando su música.

## Nombre
La transcripción del nombre 嵇康 es Xī Kāng, aunque en la actualidad también se transcribe como Jí Kāng.
También se le conocía como Shūyè, 叔夜, y Zhōngsàn Dàifu, 中散大夫.

## Biografía
Xī Kāng se dedicó a una vida retirada y contemplativa, que esperaba alargar varios cientos de años con la alimentación y un tipo de vida adecuado. Sin embargo, Xī Kāng solo llegó a los 40 años, muriendo ejecutado.
Junto con Liu Ling, Ruan Ji, Ruan Xian, Xiang Xiu, Wang Rong y Shan Tao es uno de Los siete sabios del bosque de bambú. Xī estaba especialmente próximo a Ruan Ji; su relación se describía como «más fuerte que el metal y fragante como las orquídeas». La esposa de otro «sabio» parece que quedó impresionada por la potencia sexual de Ruan Ji y Xi Kang tras haberlos espiado durante el acto sexual.

## Obra
Como músico y compositor Xī escribió Qínfù (琴赋, «Una composición en el guqin»), sobre la importancia y la calidad de la música, y Shēng wú āilè lùn (声无哀乐论, «Ausencia de sentimientos en la música»). También escribió sobre las prácticas taoístas para alargar la vida en Yǎngshēng lùn (养生论, «Ensayo de la vida de la nutrición»), sobre el pensamiento confucianista en Shisi Lun («Discurso de la individualidad») y muchos otros temas.
Parece ser que su obra tuvo influencia en los escritos de Ge Hong.
En la historiografía china se le considera un enfant terrible de la historia del pensamiento y acérrimo enemigo de Confucio. Efectivamente, Xī defendía en sus obras la preeminencia de la razón frente a la autoridad en forma de anécdotas sobre grandes pensadores chinos, que se empleaban tradicionalmente como medios para la argumentación, dudando de la autenticidad y credibilidad de tales historias. Sin embargo, él mismo se basaba en citas de textos confucianistas para dar más peso a sus argumentos.